# Dicliptera serpenticola
Dicliptera serpenticola là một loài thực vật có hoa trong họ Ô rô. Loài này được (K.Balkwill & Campb.-Young) I.Darbysh. mô tả khoa học đầu tiên năm 2007.